# Hans Ole Eira
Hans Ole Nilsen Eira, född 1972, är en norsk samisk politiker. Han har varit invald i det norska sametinget från Ávjovárri valkrets sedan 2017, som representant för Senterpartiet. I perioden 2021–2025 sitter han i Sametingsrådet.
Eira kommer från Máze i Kautokeino kommun.
Eira är också en populär jojkare, och vann jojkdelen av Sámi Grand Prix 2018.